# Volvarina albolineata
Volvarina albolineata är en snäckart som först beskrevs av d'Orbigny 1842.  Volvarina albolineata ingår i släktet Volvarina och familjen Marginellidae. Inga underarter finns listade i Catalogue of Life.